# Горбачёв, Игорь Олегович
И́горь Оле́гович Горбачёв (20 октября 1927, Ленинград — 19 февраля 2003, Санкт-Петербург) — советский и российский актёр театра и кино, театральный режиссёр, педагог. Художественный руководитель Ленинградского театра драмы имени А. С. Пушкина (1975—1991). Народный артист СССР (1972). Герой Социалистического Труда (1987). Кавалер ордена Ленина (1987). Лауреат Государственной премии РСФСР им. К. С. Станиславского (1973).

## Биография
Игорь Горбачёв родился в Ленинграде в семье Олега Борисовича и Веры Андреевны Горбачёвых.
Окончил шесть классов средней школы № 9. Пережил блокадную зиму 1941—1942 годов, следствием которой стала тяжелая форма дистрофии, работал на объектах обороны. В 1942 году был эвакуирован с семьёй на Урал (Красноуральск, Артёмовский). Вернулся в 1944 году. В 1945 году окончил среднюю школу № 79 Ленинграда.
В 1945—1948 годах учился на философском факультете Ленинградского университета, участвовал в работе Студенческого театра ЛГУ, созданного Евгенией Карповой. На сцену театра выходил с 1948 года. Первой его большой ролью стал Хлестаков в «Ревизоре», за исполнение которой он получил главный приз на Всесоюзном конкурсе-смотре самодеятельных театров и был отмечен критикой и театральной общественностью.
В 1948 году перешёл на учёбу в Ленинградский театральный институт имени А. Н. Островского, класс Леонида Макарьева, который окончил в 1952 году. В 1951 году, ещё учась в институте, сыграл Хлестакова в фильме «Ревизор» Владимира Петрова. Его игра была также высоко отмечена критикой.
В 1951—1954 годах служил актёром БДТ имени М. Горького, где запомнился ролью матроса Шванди в спектакле «Любовь Яровая», который был снят на киноплёнку и демонстрировался в кинотеатрах.
В 1954 году был принят в труппу ЛАТД имени А. С. Пушкина. В 1969—1975 также был председателем художественной коллегии театра. В 1975—1991 годах являлся художественным руководителем и главным режиссёром театра.
Сотрудничал с Театром на Литейном и Формальным театром Андрея Могучего — записал голосом роль Кабанихи в спектакле «Гроза» по А. Н. Островскому.
В 1958—1975 годах и в 1979—1991 годах преподавал в Ленинградском институте театра, музыки и кинематографии (профессор с 1983 года). Среди его учеников были Сергей Маховиков, Николай Фоменко, Сергей Селин, Андрей Толубеев, Сергей Бызгу, Александр Баргман, Игорь Ливанов, Михаил Долгинин, Мария Кузнецова, Сергей Лосев.
В 1991 году стал одним из инициаторов создания Петровской академии наук и искусств
В 1992 году по настоянию труппы оставил пост главного режиссёра и стал одним из организаторов и первым ректором некоммерческого Театрального института «Школа Русской драмы» в Санкт-Петербурге (с 2011 — факультет театрального искусства «Школа русской драмы им. И. О. Горбачева» Санкт-Петербургского университета сервиса и экономики), в которой преподавал до конца жизни.
Был почётным председателем Межрегионального отделения Народно-патриотического союза России по Санкт-Петербургу и Ленинградской области, заместителем председателя Советского фонда мира.
Член КПСС с 1969 года.
Умер 19 февраля 2003 года в Санкт-Петербурге. Похоронен на Литераторских мостках Волковского кладбища.

## Семья
- Отец — Олег Борисович Горбачёв, инженер-строитель, потомственный дворянин, младший сын есаула лейб-гвардии Казачьего полка Бориса Фёдоровича Горбачёва. Участвовал в строительстве Большеохтинского моста через Неву.
- Мать — Вера Андреевна (урождённая Максимова), потомственная дворянка, окончила Смольный институт благородных девиц, учитель французского и немецкого языков
- Старший брат — Борис, архитектор.
- Жена — Горбачёва, Людмила Ивановна (в девичестве — Митрофанова) (1930—2010)[10]. Заслуженная артистка РСФСР (1980), похоронена рядом с мужем.
- Сын — Горбачёв Игорь Игоревич, невестка — Горбачёва Татьяна Юрьевна, внучка — Горбачёва Людмила Игоревна.
- Племянники — Ирина, Ольга, Олег, внучатые племянники — Анастасия, Даниэль Филип, Вероника.

## Творчество
Игорь Горбачёв — первый исполнитель роли Остапа Бендера на советском телевидении в телеспектакле «Двенадцать стульев» 1966 года.

### Роли в театре

#### БДТ имени М. Горького
- 1951 — «Любовь Яровая» К. А. Тренёва, постановка И. С. Ефремова — матрос Швандя
- 1952 — «Рюи Блаз» В. Гюго — Дон Сезар де Базан
- 1953 — «Слуга двух господ» К. Гольдони — Флориндо Аретузи
- «Когда ломаются копья» Н. Ф. Погодина — Брешко

#### Ленинградский академический театр драмы имени А. С. Пушкина / Александринский(1954-2000)
- 1954 — «Годы странствий» А. Н. Арбузова — Ведерников
- 1955 — «Оптимистическая трагедия» Вс. В. Вишневского, режиссёр: Г. А. Товстоногов — Андрей
- 1956 — «На дне» М. Горького, режиссёр Л. С. Вивьен — Васька Пепел
- 1958 — «Дворянское гнездо» по И. С. Тургеневу — Фёдор Иванович Лаврецкий
- 1958 — «Всё остаётся людям» С. И. Алёшина — Виктор Морозов
- 1961 — «Друзья и годы» Л. Г. Зорина — Платов
- 1963 — «Гроза» А. Н. Островского — Ваня Кудряш
- 1963 — "Платон Кречет " А. Е. Корнейчука — Платон Иванович Кречет
- 1966 — «Душной ночью» Дж. Болла и С. Силлифанта — Гиллеспи
- 1967 — «Дело, которому служишь» Ю. П. Германа — Владимир Афанасьевич Устименко
- 1968 — «Жизнь Сент-Экзюпери» Л. А. Малюгина — Сент-Экзюпери
- 1968 — «Много шума из ничего» У. Шекспира — Бенедикт
- 1969 — «Справедливость — моё ремесло» Л. А. Жуховицкого — Малахов
- 1969 — «Болдинская осень» Ю. М. Свирина — Булгарин
- 1972 — «Сказки старого Арбата» А. Н. Арбузова — Фёдор Кузьмич Балясников
- 1973 — «Иней на стогах» Л. Моисеева — Лепехин
- 1973 — «Ночью без звёзд» А. П. Штейна — Виль Озаровский
- 1974 — «Похождения Чичикова или Мёртвые души» по Н. В. Гоголю — Павел Иванович Чичиков
- 1976 — «Дети солнца» М. Горького — Протасов
- 1977 — «Пока бьётся сердце» Д. Я. Храбровицкого — Сергей Сергеевич Крымов
- 1978 — «Иванов» А. П. Чехова — Николай Алексеевич Иванов
- 1981 — «Предел возможного» по И. А. Герасимову — Ремез
- 1985 — «Фельдмаршал Кутузов» В. А. Соловьёва — М. И. Кутузов
- 1987 — «Сирано де Бержерак» Э. Ростана — Сирано де Бержерак
- 1987 — «Чужая ноша» О. Т. Перекалина — Захар Кормилицын
- 1990 — «Чайка» А. П. Чехова — Евгений Сергеевич Дорн
- 1991 — «Не всё коту масленица» А. Н. Островского — Ермил Зотович Ахов
- 2000 — «Женитьба» Н. В. Гоголя, режиссёр А. В. Галибин — экзекутор Яичница
- «Час пик» Е. С. Ставиньского — Кшиштоф Максимович

#### Санкт-Петербургский государственный театр на Литейном (1993)
- 1993 — «Король Лир» Шекспира, режиссёр: Г. Р. Тростянецкий — король Лир

### Постановки

#### БДТ имени М. Горького(1954)
- 1954 — «Домик на окраине» А. Н. Арбузова

#### Ленинградский государственный академический театр драмы имени А. С. Пушкина
- 1963 — «Платон Кречет» А. Е. Корнейчука (совместно с Л. С. Вивьеном)
- 1964 — «Мария Тюдор» В. Гюго
- 1977 — «Пока бьётся сердце» Д. Я. Храбровицкого
- 1980 — «Веранда в лесу» И. М. Дворецкого
- 1984 — «Вечер» А. А. Дударева
- 1985 — «Фельдмаршал Кутузов» В. А. Соловьёва
- 1986 — «Требую суда!..» О. Т. Перекалина
- 1987 — «Сирано де Бержерак» Э. Ростана
- 1989 — «Мать Иисуса» А. М. Володина
- 1990 — «Чайка» А. П. Чехов
- 1991 — «Не всё коту масленица» — А. Н. Островского
- «Женитьба Бальзаминова» А. Н. Островского

### Фильмография
- 1951 — Белинский — студент
- 1952 — Ревизор — Иван Александрович Хлестаков
- 1953 — Любовь Яровая (фильм-спектакль) — Фёдор Швандя
- 1954 — Командир корабля — лейтенант Валерий Александрович Плакуша
- 1955 — Они знали Маяковского (фильм-спектакль) — Алёша Синяков
- 1956 — Безумный день — Костя Галушкин, муж Клавы Игнатюк
- 1956 — Искатели — Виктор Потапенко
- 1958 — Милочкина болезнь (короткометражный) — брат мамы
- 1958 — Наш корреспондент — корреспондент газеты «Наша жизнь»
- 1958 — Всё могло быть иначе (фильм, 1958) (короткометражный) — инженер
- 1959 — Так они стали чужими (короткометражный) — сосед
- 1959 — Сон и сновидения (короткометражный) — засыпающий
- 1960 — Молодость офицера — замполит Березин
- 1963 — Всё остаётся людям — Виктор Морозов
- 1964 — Возвращённая музыка — Эрик Светлоокий
- 1964 — Зайчик — чиновник Шабашников
- 1965 — Авария — Иван Фёдорович, заместитель прокурора области
- 1965 — Залп «Авроры» — Пальчинский[4]
- 1965 — Музыканты одного полка — Далецкий
- 1965 — Первый посетитель — Велихов
- 1965 — Сегодня — новый аттракцион — товарищ Карпов
- 1965 — Сквозь ледяную мглу — Огородников
- 1966 — 12 стульев (режиссёр А. А. Белинский) — Остап Бендер
- 1966 — В городе С. — Туркин
- 1966 — Два билета на дневной сеанс — Николаев
- 1967 — Операция «Трест» — Якушев Александр
- 1968 — Годы странствий (фильм-спектакль) — Никита Алексеевич Архипов
- 1969 — Интервью (фильм-спектакль) — главная роль
- 1969 — Мёртвые души (режиссёр А. А. Белинский) — Павел Иванович Чичиков
- 1969 — Берег юности — нэпман
- 1969 — Эти невинные забавы — отчим Кости
- 1972 — Дипломат (фильм-спектакль) — Аристарх Иванович
- 1972 — Жизнь Сент-Экзюпери (фильм-спектакль) — Антуан де Сент-Экзюпери
- 1972 — Круг — Николаев
- 1972 — Свеаборг — Алексей Петрович Агеев
- 1972 — Укрощение огня — Евгений Огнев
- 1975 — Старший сын — сосед в окне
- 1975 — Неожиданность (короткометражный) — агент Госстраха
- 1975 — Одиннадцать надежд — Николай Иванович, председатель федерации футбола
- 1977 — Емельян Пугачёв — Н. И. Панин
- 1977 — Если ты уйдёшь... — Юрий Иванович
- 1978 — Пока бьётся сердце (фильм-спектакль) — Сергей Сергеевич Крымов
- 1979 — Активная зона — Владимир Зарубин
- 1979 — Десант на Орингу — Ходотчинский
- 1979 — Под липой — Чегенёв
- 1979 — Путешествие в другой город — Иван Яковлевич
- 1979 — Старые долги — Александр Кочнев
- 1980 — В поте лица своего (фильм-спектакль) — Колесов
- 1980 — Русский вопрос (фильм-спектакль) — Макферсон
- 1980 — Синдикат-2 — председатель суда
- 1980 — Старые долги — директор завода
- 1981 — Предел возможного (фильм-спектакль) — Ремез
- 1981 — Семь счастливых нот — Святослав Рюрикович
- 1982 — Мать Мария — Бунаков-Фондаминский
- 1983 — Дублёр начинает действовать — Паршин
- 1983 — За синими ночами — Заботенко
- 1984 — Берег его жизни — Боткин
- 1984 — Две версии одного столкновения — Юджин Богарт
- 1984 — Прохиндиада, или Бег на месте — Михаил Михайлович
- 1984 — Чокан Валиханов — канцлер
- 1985 — Грядущему веку — сотрудник ЦК КПСС
- 1987 — Серебряные струны — Александр III
- 1988 — Прости нас, сад — Илья Фёдорович Арнаутов
- 1988 — Радости земные — Околичный
- 1991 — Мой лучший друг генерал Василий, сын Иосифа — профессор Серебровский
- 1993 — Раскол — Зволянский
- 1998 — На ножах — Бодростин
- 1998 — Я первый тебя увидел — Владимир Платонович Бессонов, дедушка-чревовещатель

Режиссёр
- 1968 — Годы странствий (фильм-спектакль) (совм. с Б. В. Лёскиным)
- 1978 — Пока бьётся сердце (фильм-спектакль) (совм. с А. О. Сагальчиком)
- 1981 — Предел возможного (фильм-спектакль)

Участие в фильмах
- 1952 — Народные таланты (документальный) — Хлестаков
- 1972 — Доктор (документальный)
- 1974 — Игорь Горбачёв (документальный)
- 1974 — Мир Николая Симонова (документальный)
- 1976 — Юрий Толубеев (документальный)

## Звания и награды
- Герой Социалистического Труда (1987)
- Заслуженный артист РСФСР (1957)
- Народный артист РСФСР (1968)
- Народный артист СССР (1972)
- Заслуженный деятель культуры Польши (1974)
- Государственная премия РСФСР имени К. С. Станиславского (1973) — за создание образа нашего современника в спектаклях последних лет
- Орден Ленина (1987)
- Орден Октябрьской революции (1971)
- Орден Трудового Красного Знамени (1982) — к 225-летию театра Драмы им. А. С. Пушкина
- Орден Дружбы народов (1977)
- Орден «Знак Почета»
- Медаль «За оборону Ленинграда»
- Медаль «За доблестный труд. В ознаменование 100-летия со дня рождения Владимира Ильича Ленина»
- Медаль «Ветеран труда»
- Медаль «За доблестный труд в Великой Отечественной войне 1941—1945 гг.»
- Медаль «Тридцать лет Победы в Великой Отечественной войне 1941—1945 гг.»
- Медаль «Сорок лет победы в Великой Отечественной войне 1941-1945 гг.»
- Медаль «50 лет Победы в Великой Отечественной войне 1941-1945 гг.»
- Медаль «В память 250-летия Ленинграда»
- Медаль «В память 300-летия Санкт-Петербурга»
- Действительный член Петровской академии наук и искусств

## Память
- В 2003 году Театральному институту «Школа Русской драмы» присвоено имя Игоря Горбачёва[12].
- 20 октября 2007 года, в день 80-летия режиссёра, в Санкт-Петербурге на доме № 15 по переулку Джамбула, где с 1994 по 2003 год жил Игорь Горбачёв, была открыта мемориальная доска (скульптор Юрий Евграфов).
- В 2011 году по завещанию жены, Людмилы Горбачёвой, квартира в переулке Джамбула, дом № 15 стала музеем-гостиницей при Александринском театре.